# Ludwig Neureuter
Ludwig Neureuter (* 10. November 1796 in Meisenheim am Glan; † 11. März 1871 in Trier; eigentlich Franciscus Antonius Ludovicus, auch Louis) war ein deutscher Maler, Vergolder und Hersteller von Bilderuhren. Er wird häufig mit Mitgliedern der Malerfamilie Neureuther (mit th), besonders mit Ludwig Neureuther (* um 1770 in Jägersburg; † 1832 in Bamberg) verwechselt.

## Herkunft und Ausbildung
Neureuter wurde in den unruhigen Zeiten der Französischen Revolution als Sohn des Elsässers Franz Anton Neirauder (=Neureuter), Husarenleutnant in der französischen Armee, und der aus Spang(-Dahlem) bei Wittlich stammende Apollonia Keihl in Meisenheim am Glan geboren. Die Eltern hatten im April 1796 in Trier-St. Laurentius geheiratet und kehrten spätestens im Jahre 1801 wieder nach Trier zurück.
Der künstlerische Werdegang des jungen Ludwig Neureuter lässt sich nur umrisshaft skizzieren. Als gesichert kann auf Grund eigener Angaben in mehreren Werbeanzeigen in der Trier'schen Zeitung des Jahres 1829 und ausweislich seines Empfehlungsschreibens (gedruckter Handzettel) an den Trierer Klerus aus dem Jahre 1832 gelten, dass er eine Lehre als Kirchenmaler mit einer handwerklich orientierten Ausbildung als Maler, Vergolder und Lackierer absolvierte und anschließend über mehrere Jahre in „den angesehensten Städten Deutschlands und besonders jenen der Schweiz“ seine Kenntnisse und Fähigkeiten erweiterte.
Bei seiner Rückkehr nach Trier im Jahre 1829 war Ludwig Neureuter 32 Jahre alt, seit dem Jahre 1822 mit Sophie Petry aus Bernkastel verheiratet und Vater zweier Kinder. Seine Familie vergrößerte sich, nachdem er als Witwer im Jahre 1844 eine zweite Ehe mit Margarete Thönnes eingegangen war, auf insgesamt acht Kinder.

## Der Porträtist
Ludwig Neureuter verlegte sich zunächst auf das Porträtfach, das in der ersten Hälfte des 19. Jahrhunderts seine ungebrochenste Ausprägung fand und sich auch im Trierer Bürgertum eines hohen Zuspruchs erfreute. Eine 1929, also rund 100 Jahre später veranstaltete Porträtausstellung konnte noch die reiche Produktion von 185 Bildnissen Trierer Bürger, gemalt von 31 Künstlern nachweisen; der zugehörige Katalog hob das besondere Einfühlungsvermögen Neureuters in die Psyche der Porträtierten hervor. Das verdankte sich nicht zuletzt dem stimulierenden Vorbild des Malers Johann Anton Ramboux, der sich u. a. mit herausragenden Porträts einen Namen gemacht hatte. Aus dem Schatten dieses nach Herkunft, Talent und Karriere übermächtigen Konkurrenten trat Neureuter erst heraus, als Ramboux im Jahre 1832 zu einem zweiten langjährigen Italienaufenthalt aufbrach. Nun kam auch Neureuter an die ersehnten Porträtaufträge, insbesondere des Trierer Klerus, die er ohne heroisierenden Überschwang, um Naturtreue und Sachlichkeit bemüht, ausführte. An den wenigen Trierer Kunst- und Gewerbeausstellungen der Jahre 1840, 1842 und 1854 beteiligte er sich jeweils mit mehreren Ölgemälden, deren Bildgattung nicht bekannt ist.

## Der Bilderuhrenhersteller

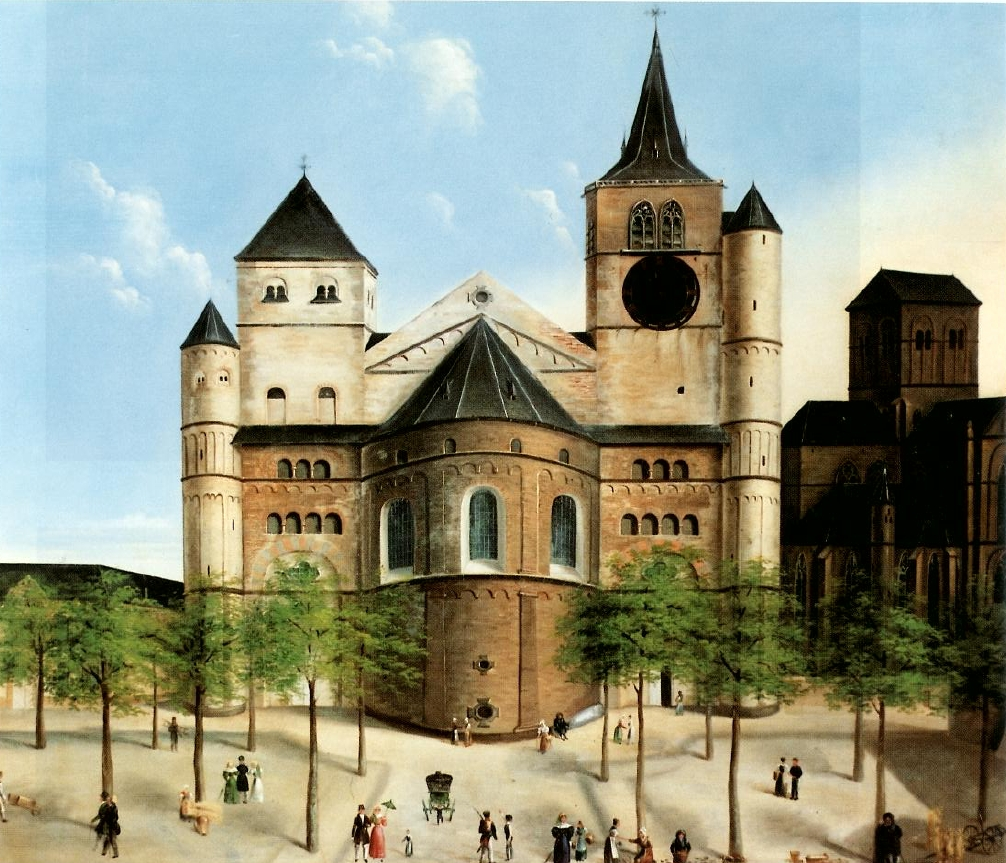
Bilderuhr „Dom zu Trier“, gemalt von Ludwig Neureuter in Trier

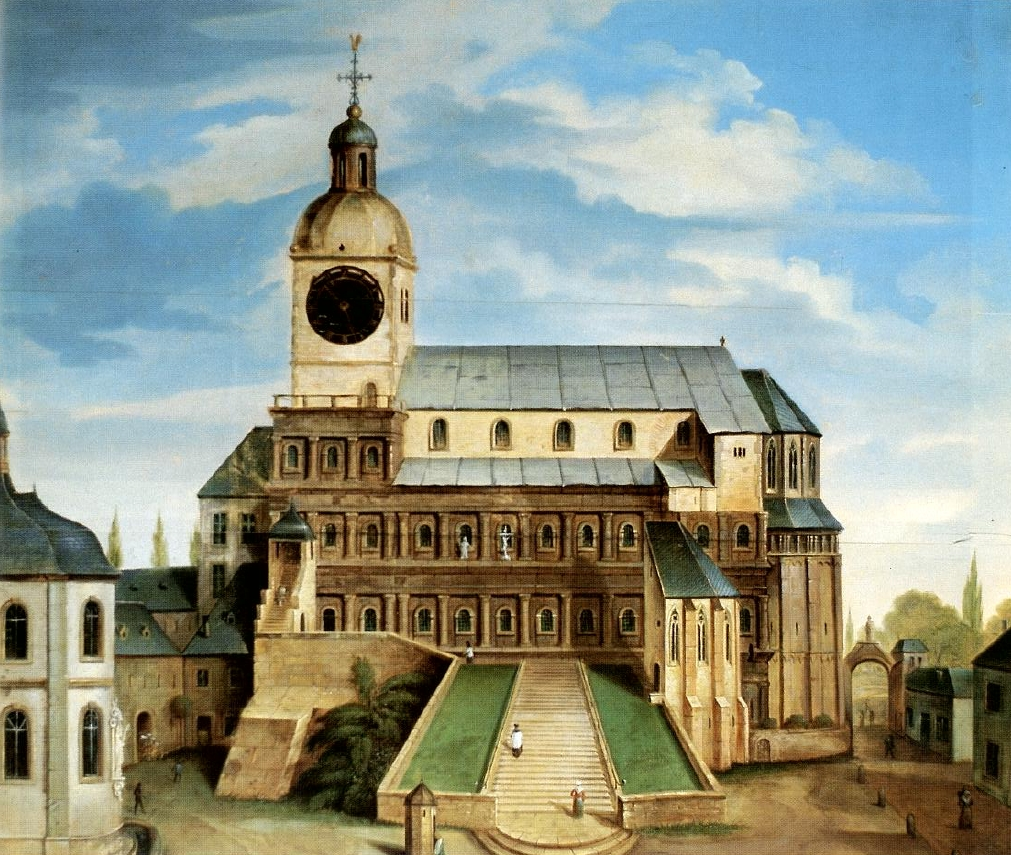
Bilderuhr „Porta Nigra als St. Simeonskirche“, gemalt von Ludwig Neureuter in Trier

Eine Spezialität Ludwig Neureuters waren seine ab den 1830er Jahren geschaffenen Bilderuhren, eine im Biedermeier sehr beliebte Verbindung von Wanduhr und Gemälde. In Architektur- und Landschaftsgemälde wurden Uhr-, Schlag- und Spielwerke eingebaut; auf der Vorderseite zeigte dann ein kleines Zifferblatt, meist auf einem Turm, die Zeit an, während der tiefe Gemälderahmen als Uhr- und Resonanzkasten diente. Neureuter wandelte die vorwiegend in Süddeutschland und Österreich hergestellten Bilderuhren mit nahsichtig dargestellten Trierer Monumentalbauten ab. Dabei kam ihm zugute, dass er nicht nur die Gemälde, sondern als Vergolder auch die aufwendigen Rahmen anfertigen konnte. Uhr- und Schlagwerke des Trierer Dom- und Stadtuhrmachers Nikolaus Schlöder (* 21. Oktober 1790 in Pfalzel bei Trier; † 30. April 1867 ebenda) oder Werke anderer Hersteller vervollständigten die Bilderuhren.
Bisher sind zwei Trierer Bildmotive von der Hand Neureuters bekannt geworden, die er in einer umfangreichen und stilistisch übereinstimmenden Form wiederholte: Zum einen der „Dom zu Trier“ (5 Exemplare, darunter eine mit „Louis Neureuter, 1836“ signierte und datierte Version) mit einer Darstellung der Westfassade und des vorgelagerten Domfreihofs mit reicher Staffage. Zum anderen die „Porta Nigra als St. Simeonskirche“ (2 Exemplare), ein nostalgischer Rückgriff auf den Zustand vor Abriss der nachrömischen Ein- und Anbauten zu Beginn des 19. Jahrhunderts. Wie das Ansichten-Porzellan der Trierer Porzellanfabrik oder die lithografierten Ansichten-Mappen der Trierer Künstler Christoph Hawich und des bereits erwähnten Johann Anton Ramboux, so waren auch die Bilderuhren Neureuters anspruchsvolles Souvenir für Reisende des frühen Moseltourismus und begehrter Wandschmuck für Trierer Bürger.

## Der Kirchenmaler
Im schon zitierten Empfehlungsschreiben an den Klerus aus dem Jahre 1832 hatte Neureuter selbstbewusst seine Ausbildung als Kirchenmaler und seine große Angebotspalette von der Anfertigung von „Altarblättern, Fahnen und anderen Kirchenbildern“ bis zu „jeder Art von kirchlichen Verzierungen – Vergolden, Ausmalen, Anstreichen und dergleichen“ hervorgehoben. Überliefert sind jedoch nur wenige sakrale Arbeiten, schriftliche Hinweise in Denkmaltopografien und Pfarrchroniken deuten auf erhebliche Verluste hin. Denn Neureuter lehnte sich bei der Gestaltung seiner Sakralgemälde an die religiös-romantische Kunstrichtung der Nazarener mit ihrem Rückgriff auf altdeutsche Meister und italienische Renaissance an. Am deutlichsten scheint die spätnazarenische Ausmalung der Apollinariskirche in Remagen als Vorlage in seinen Altarblättern durch. Wenig später schon als blutleer und sentimental gescholten, erfuhr die Kunst der Nazarener erst ab der Mitte des 20. Jahrhunderts eine Rehabilitation und neue Wertschätzung. Sie kam zu spät, jedenfalls für die zahlreichen Kunstwerke, die bereits der oftmals radikalen Umgestaltung katholischer Kirchen in einem „Bildersturm“ der Moderne zum Opfer gefallen waren.

## Überlieferte Werke

### Porträts
- Porträt der Katharina Maria Dausch geb. Klotz, Ölgemälde, 41 × 33 cm, signiert und datiert „Ludwig Neureuter 1829“. Seit dem Zweiten Weltkrieg verschollen. Archivfoto im Besitz des Stadtmuseums Simeonstift Trier.
- Pendant-Porträt des Anstreichers Franz Anton Dausch, Ölgemälde, 41 × 33 cm, ebenfalls signiert und datiert „Ludwig Neureuter 1829“, verschollen, Archivfoto wie vor.
- Porträt des Trierer Bischofs (1824–1836) Josef Ludwig Alois von Hommer, Öl auf Leinwand, 63 × 56 cm, signiert „L. Neureuter“, undatiert (um 1832), Dommuseum Trier, Inv. Nr. M15.
- Porträt des Trierer Weihbischofs Wilhelm Arnold Günther, Öl auf Leinwand, 84 × 70 cm, signiert und datiert „L. Neureuter 1834“, Landeshauptarchiv Koblenz, Außenstelle Rommersdorf.
- Porträt des Domkapitulars Viktor Joseph Dewora, Öl auf Leinwand, 73,5 × 60 cm, signiert und datiert „L. Neureuter 1834“, Privatbesitz.
- Porträt des Trierer Bischofs Charles Mannay, Öl auf Leinwand, 78 × 60,5 cm, rückseitig signiert und datiert „Ludw. Neureuter pinx. 1868“, (Kopie nach einem Gemälde des Trierer Malers Carl Ruben, 1830), Dommuseum Trier, Inv. Nr. M 37.

### Bilderuhren
- Dom zu Trier, Öl auf Holz, 78 × 93 cm, rückseitig signiert und datiert „Louis Neureuter, 1836“, ungemarktes Geh- und Schlagwerk auf Tonfeder, Privatbesitz.
- Dom zu Trier, Öl auf Holz, 78 × 92,5 cm, unsigniert, um 1835/40, Geh- und Schlagwerk verloren, Stadtmuseum Simeonstift Trier, Inv. Nr. III 1283.
- Dom zu Trier, Öl auf Holz, ca. 80 × 90 cm, unsigniert, um 1835/40, Geh-, Schlag- und Weckerwerk, zusätzlich Tonfederwerk mit Nachahmung des Domgeläutes, signiert Nikolaus Schlöder, Privatbesitz.
- Dom zu Trier, Öl auf Holz, ca. 80 × 90 cm, unsigniert, um 1835/40, Uhr- und Schlagwerk anonym, März 1977 im Kunsthandel auf der 8. Westdeutschen Kunstmesse Köln.
- Dom zu Trier, Öl auf Holz, ca. 80 × 90 cm, unsigniert, um 1850, Geh- und Schlagwerk verloren, Privatbesitz.
- Porta Nigra als St. Simeonskirche, Öl auf Holz, 76,5 × 88 cm, unsigniert, um 1835/40, Geh- und Schlagwerk signiert „Japy Frères“ (Baderel, Schweiz), Stadtmuseum Simeonstift Trier, Inv. Nr. III 1347.
- Porta Nigra als St. Simeonskirche, Öl auf Holz, ca. 80 × 90 cm, unsigniert, um 1835/40, Ersatzuhrwerk, Privatbesitz.

### Sakrale Gemälde
- Hl. Martinus, Öl auf Leinwand, ca. 190 × 90 cm, signiert und datiert „L. Neureuter 1857“, Kath. Pfarrkirche St. Martin, Mertesdorf.
- Kreuzigung, Öl auf Leinwand, ca. 160 × 95 cm, signiert und datiert „L. Neureuter 1860“, Kath. Pfarrkirche St. Martin, Mertesdorf.
- Hl. Georg, Öl auf Eisenblech, 141 × 96 cm, eine von insgesamt neun Tafeln eines Nothelferzyklus, eine Tafel (Hl. Barbara) signiert und datiert „L. Neureuter 1862“, Sankt Sebastian (Kirscher Kapelle) in Longuich-Kirsch.
- Kreuzweg, IX. Station (Jesus fällt zum dritten Mal unter dem Kreuz), Öl auf Leinwand, 100 × 80 cm, signiert und datiert auf zwei der insgesamt 14 Stationsbildern „L. Neureuter 1857“, 1977 im Saarbrücker Kunsthandel.